# Igreja de São Roque (São Roque)

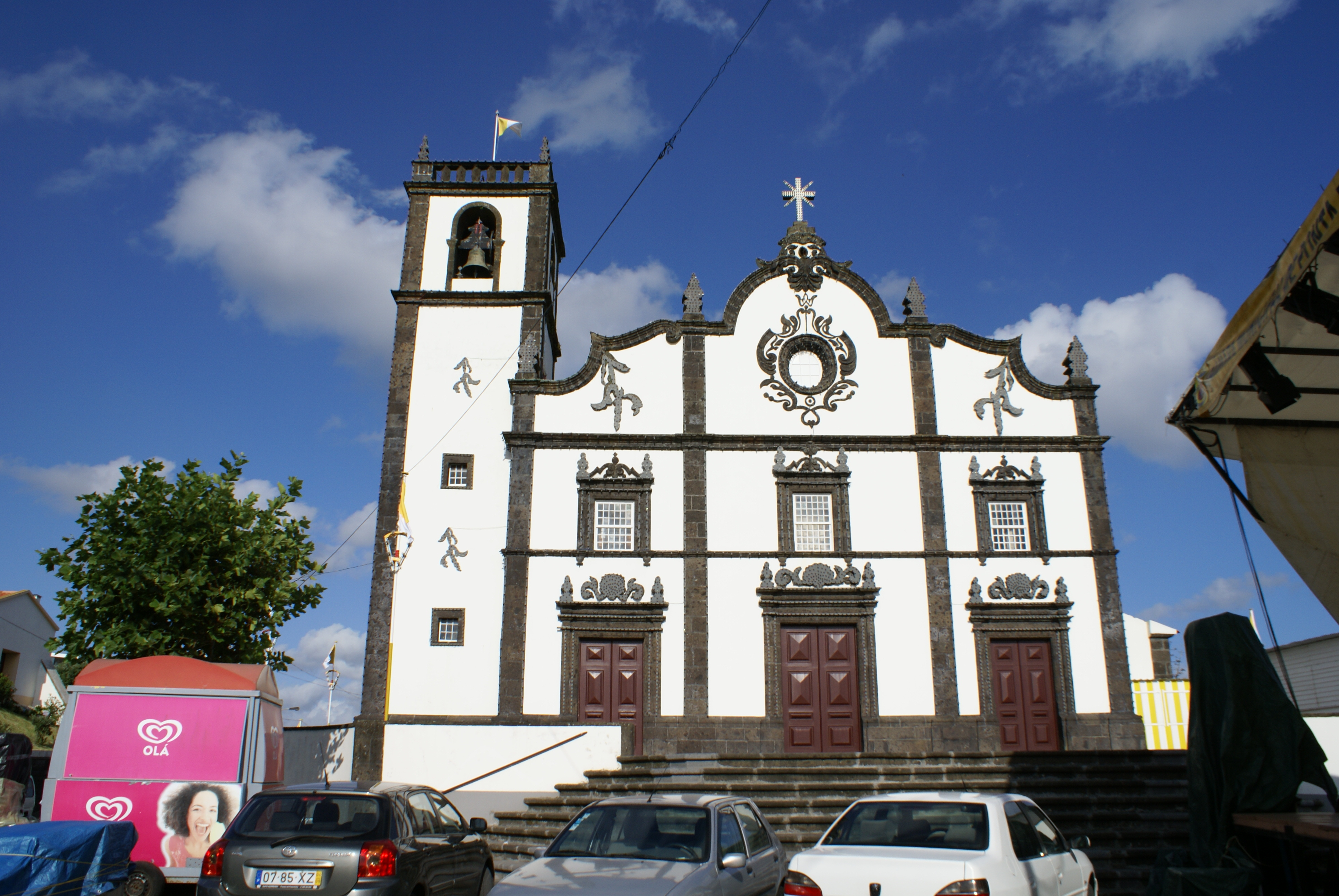
Igreja de São Roque, São Roque.

A Igreja de São Roque localiza-se na freguesia de São Roque, na ilha de São Miguel, nos Açores.

## História
Serviu primitivamente como igreja paroquial da antiga freguesia de Rosto de Cão, mais tarde desmembrada nas freguesias de São Roque e Livramento.
A primeira notícia que se conhece a seu respeito encontra-se numa carta datada de 30 de Julho de 1568, pela qual se verifica que foi acrescentada da côngrua do respectivo vigário. O primeiro vigário desta paróquia foi, segundo Gaspar Frutuoso, o padre Pêro Cão, que nela serviu mais de quarenta anos, acreditando-se que o topónimo Rosto de Cão, dado a este lugar, tenha qualquer ligação com o nome daquele sacerdote.
No decurso do século XVII sofreu obras de conservação e ampliação. Desse modo, a 3 de janeiro de 1619, a Mesa da Consciência e Ordens ordenou fosse posta em pregão a obra para o retábulo, e que também fossem feitos alguns novos ornamentos. Mais tarde, em 23 de Agosto de 1623, a mesma Mesa de Consciência ordenava a construção do arco da capela-mor.
Novos melhoramentos tiveram lugar no século XVIII. Desse modo, em 1734, foi adquirido um sino e obtiveram-se vários ornamentos. No ano de 1737 fizeram-se obras de pedreiro e de entalhador tanto na capela como na sacristia.